# Constantina (Argélia)
Constantina (em árabe: قسنطينة, Qusanṭīnah, também transcrito como Qasentina) é uma cidade argelina, capital da província homónima. Com cerca de 750 mil habitantes, é a capital do leste do país e a terceira cidade mais importante da Argélia, após Argel e Oran. É um importante centro cultural e industrial. Conta com três universidades.

## História

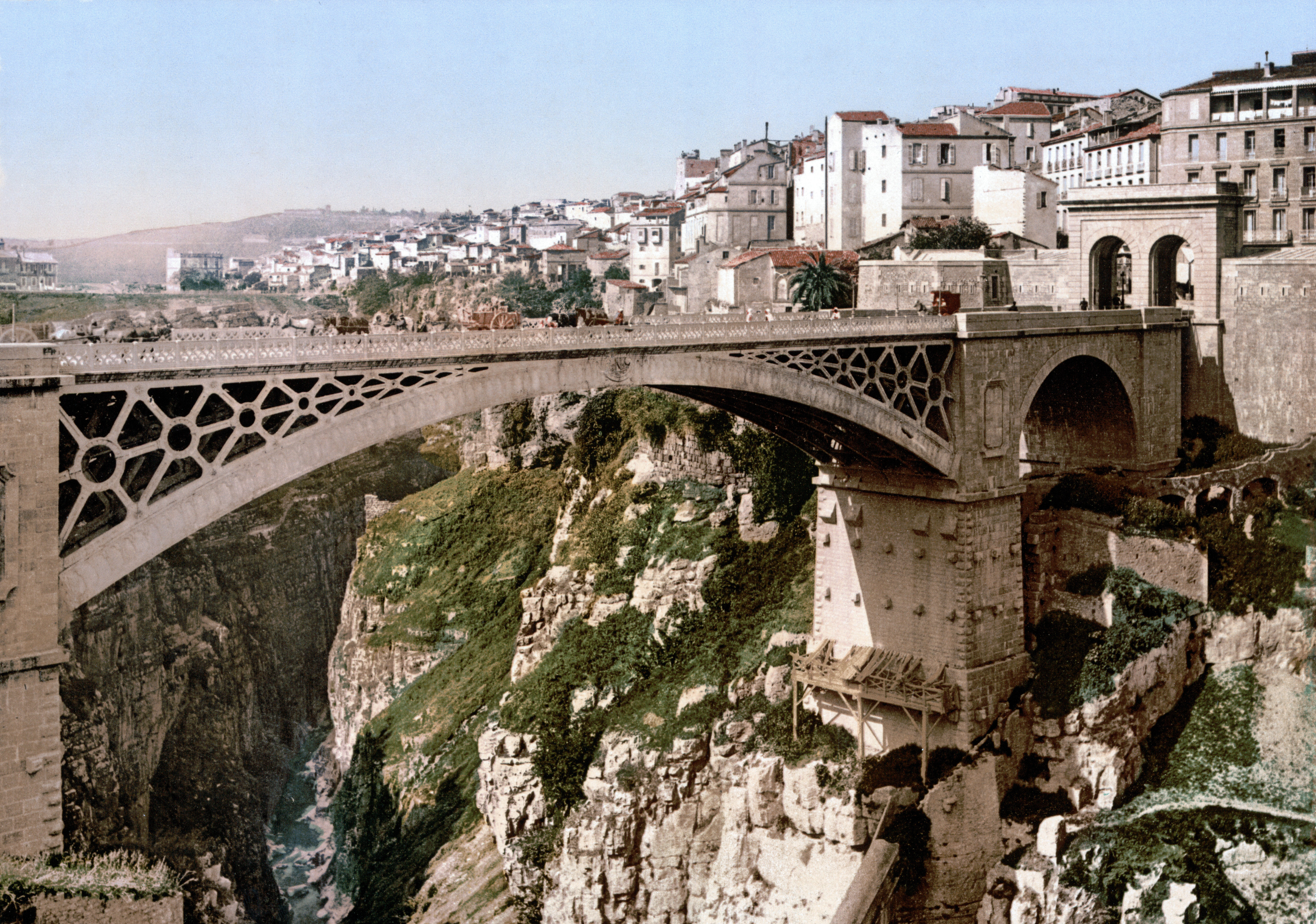
Ponte em Constantina

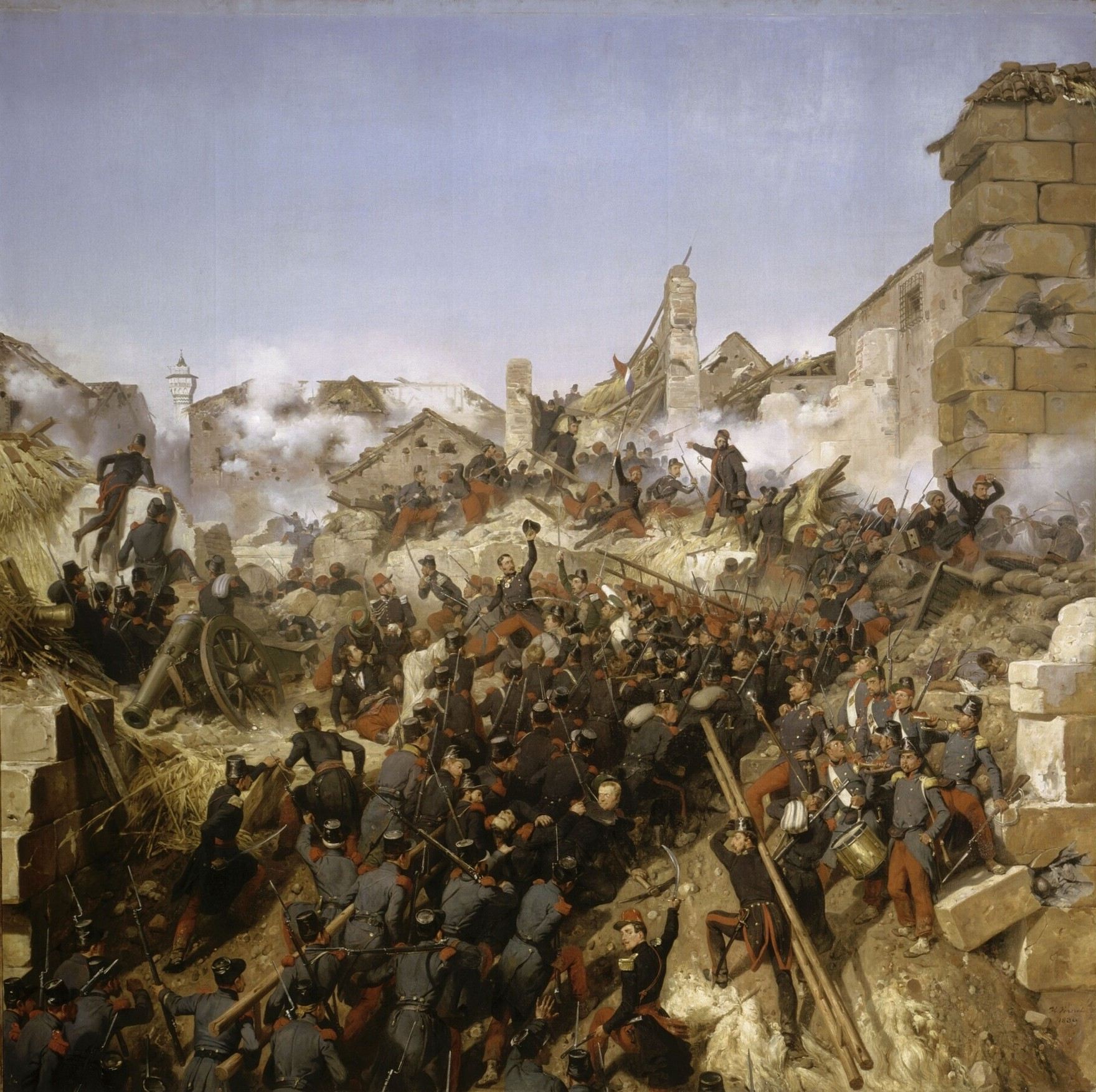
Conquista de Constantina por tropas francesas em 1837 (pintura: Horace Vernet)

Constantina foi fundada pelos Cartagineses; durante este período teve o nome de "Sarim Batim" e depois, sob o período númida o nome de "Cirta". Era a capital de Massinissa, Micipa e Jugurtha, gloriosos reis númidas. Foi destruída pelo imperador Magêncio e depois conquistada pelo imperador romano Constantino I, o qual lhe deu o nome atual.

## Cidades irmãs
- Grenoble
- Sousse
- Istambul

## Personalidades
- Claude Cohen-Tannoudji (1933), Prémio Nobel de Física de 1997